# Potok-Stany
Potok-Stany – wieś w Polsce położona w województwie lubelskim, w powiecie janowskim, w gminie Potok Wielki. Przez miejscowość przepływa Stanianka niewielka rzeka dorzecza Sanny.
| SIMC    | Nazwa       | Rodzaj    |
| ------- | ----------- | --------- |
| 1064605 | Popielarnia | część wsi |

Według Narodowego Spisu Powszechnego (III 2011 r.) wieś liczyła 436 mieszkańców.
Miejscowa ludność wyznania katolickiego przynależy do Parafii Wniebowzięcia Najświętszej Maryi Panny w Potoku-Stanach.

## Historia
Początkowo wieś wchodziła w skład rozległego kompleksu osadniczego Potoka.
Początek jej powstawania poprzez wyodrębnienie z ziem Potoka przypada na rok 1529. W XVI wieku
należała do Chamców, w XVII w. do Drzewickich, w XVIII w. do Ostrowskich, Zamojskich, Karskich i Drzewickich. Z końcem wieku znalazła się w rękach Sołtyków (1778). W XIX wieku wieść nabyli ją Pruszyńscy.
W 1863 roku oddział powstańczy poniósł klęskę w okolicach lasu Osinki. Podczas walk frontowych w 1915 roku spłonęło kilkadziesiąt zabudowań.
Według pierwszego powszechnego spisu Ludności z 1921 wieś liczyła 124 domy i 798 mieszkańców. W latach siedemdziesiątych XIX wieku rozparcelowano między osadników galicyjskich dobra folwarczne Potok Stany Duże i Małe (Stańki).
Jeszcze w okresie okupacji austriackiej powstała szkoła powszechna, a w latach dwudziestych straż pożarna. Podczas II wojny światowej
istniała w Potoku Stanach silna placówka NSZ. W kwietniu 1944
r. wieś stała się świadkiem bratobójczego ataku oddziałów AL skierowanego
wobec członków NSZ. W lipcu 1944 r. w wyniku walk frontowych spłonęło 21 zagród.
W latach 1955–1957 Potok Stany był siedzibą gromady. W latach sześćdziesiątych przeprowadzono elektryfikację. W 1984 roku erygowano parafię, oraz rozpoczęto budowę kościoła parafialnego.
W latach 1954–1957 wieś należała i była siedzibą władz gromady Potok-Stany, po jej zniesieniu w gromadzie Potok Wielki. W latach 1975–1998 miejscowość administracyjnie należała do województwa tarnobrzeskiego.

## Obiekty użyteczności publicznej
- Zespół Szkół im. Romualda Traugutta w Potoku Stanach[10][11]
  - Publiczna Szkoła Podstawowa[12]
  - Publiczne Gimnazjum
- Ochotnicza Straż Pożarna w Potoku Stanach[13]
- Kościół Parafialny Wniebowzięcia Najświętszej Maryi Panny w Potoku Stanach